# Abbaye Saint-Rigaud
L'abbaye Saint-Rigaud est un ermitage fondé près de Ligny-en-Brionnais en Saône-et-Loire, par Eustorge vers 1065, et érigé en abbaye bénédictine en 1071 par le pape Alexandre II. Bien que située à une soixantaine de kilomètres de l'abbaye de Cluny, et à proximité immédiate des prieurés de Charlieu, Marcigny et Paray-le-Monial, elle résista à son influence hégémonique. Elle connut son âge d'or entre la fin du XIe siècle et le début du XIIe siècle.

## Les bâtiments
L'église érigée dès la fin du XIe siècle était une église romane brionnaise typique.
L'abbaye se composait de divers bâtiments (infirmerie, logis, bâtiments agricoles) érigés entre le XIIe et le XVIe siècle autour de l'église et ceinturés par des remparts et fossés. Aujourd'hui, seul subsiste le logis du prieur du XVe – XVIe siècle et la porte de l'abbaye. Actuellement restaurée, c'est une propriété privée qui ne se visite pas.

## Terriers, propriétés
L'abbaye a laissé un chartrier encore peu étudié à ce jour, contenant près de 2 500 documents. Parmi ceux-ci, certains remontent au XIe siècle, dont plusieurs pancartes évoquant les principales possessions de l'abbaye. Saint-Rigaud a en effet reçu plusieurs donations de seigneurs locaux, ou encore le soutien des évêques d'Autun ou de Mâcon. 
Seigneurie de Gien-sur-Cure, qui fut vendue par les officiers du roi du bailliage de Mâcon, en 1564 pour 1500 livres à Hugues de Chaugy ou Chaulgy, baron de Roussillon-en-Morvan, qui en céda la moitié à Jean de Fussey, chevalier stipulant par Jean de Vaulx son beau-père, seigneur de Menesserre et resta annexée à ces deux terres.

## Abbés et prieurs
(liste non exhaustive)
- Eustorge vers 1060
- Hugues Ier
- Hugues II
- Etienne, abbé et Erménalde, prieur
- Dalmace Ier abbé en 1200
- Geoffroy en 1230
- Dalmace II vers 1260
- Jean Ier en 1279
- Girard de Jantes, mort en 1300
- Guillaume du Bois en 1303
- Jean II du Bois, en 1306
- Hugues II, en 1320
- Jean III en 1340
- Raoul Périère vers 1409, de la famille des seigneurs du Banchet à Châteauneuf
- Thomas Périère vers 1445, neveu du précédent
- Claude de la Magdeleine en 1471
- Jean IV de la Magdeleine de Ragny en 1507
- Claude II de la Magdeleine en 1518, neveu du précédent
- Martin de Beaune en 1540
- Marc de Lespinasse en 1555
- Jean V du Mas en 1560
- Gaspard du Vernay, dit de la Garde en 1567
- Antoine d'Amanzé. Il se démit de sa fonction en 1577
- Michel de Villecourt de 1577 à 1602, date où il se démit de ses fonctions.
- Claude III de Gaspard de 1602 à 1619
- Laurent de Gaspard du Sou, neveu de Claude
- Jacques de Chamarande en 1674
- Etienne de Sauzay, abbé commendataire, vers 1683
- N. de Clermont-Tonnerre, abbé commendataire, vers 1727
- Pierre-François d'Esterno, abbé commendataire, en 1746
- N. d'Espiard, vers 1767
- J.-B. Deville de Villette, abbé commendataire, de 1775 à 1779
- Bernard-Hector Drouas de Boussey, abbé commendataire en 1784
- Charles-Camille Circaud, dernier abbé commendataire.

## Annexe